# Gabriel Slonina
Gabriel Pawel "Gaga" Slonina (sinh 15 tháng 5 năm 2004) là một cầu thủ bóng đá chuyên nghiệp người Mỹ gốc Ba Lan hiện đang chơi tại Premier League cho câu lạc bộ Chelsea FC ở vị trí thủ môn.

## Sự nghiệp CLB

### Chicago Fire
Sinh tại Addison, Illinois, Slonina sớm gia nhập học viện đào tạo trẻ của Chicago Fire FC vào năm 2013. Vào 8 tháng 3 năm 2019, Slonina ký hợp đồng chuyên nghiệp dành cho các cầu thủ được đào tạo từ câu lạc bộ cho Chicago Fire, Ở tuổi 14, Slonina trở thành cầu thủ trẻ thứ hai trong lịch sử Major League Soccer có hợp đồng chuyên nghiệp và là cầu thủ trẻ nhất từng ký hợp đồng với Chicago Fire.
Vào 4 tháng 8 năm 2021, Slonina có trận ra mắt cho đội một của Chicago Fire trước New York City FC, trở thành thủ môn trẻ nhất từng được đá chính của giải đấu khi chỉ mới 17 tuổi, 81 ngày. Slonina có được 4 pha cứu thua giúp cho Fire có được trận hòa 0–0 và giúp cho anh trở thành thủ môn trẻ nhất giữ sạch lưới trong lịch sử Major League Soccer.

### Chelsea
Vào 2 tháng 8 năm 2022, Slonina đặt bút ký vào bản hợp đồng để chuyển tới câu lạc bộ của giải bóng đá Ngoại hạng Anh, Chelsea với mức phí 10 triệu đô-la Mỹ, với các điều khoản thêm vào có thể giúp cho bản hợp đồng lên đến 15 triệu đô-la Mỹ.

#### Cho mượn tới Chicago Fire
Slonina ở lại Chicago Fire FC dưới dạng cho mượn trong phần còn lại của Major League Soccer mùa giải 2022, trước khi gia nhập Chelsea vào 1 tháng 1 năm 2023.

## Sự nghiệp quốc tế
Ở các lứa trẻ, Slonina đã thi đấu cho các đội tuyển U15, U16, U17 và U20 của Mỹ. Slonina đã được gọi lên tập trung cùng với đội tuyển bóng đá quốc gia Hoa Kỳ vào tháng 12 năm 2021 nhưng không được ra sân bất kỳ trận đấu nào. Vào 21 tháng 1 năm 2022, Slonina tiếp tục được gọi vào đội tuyển bóng đá quốc gia Hoa Kỳ để thi đấu các trận đấu trong Vòng loại giải vô địch bóng đá thế giới 2022 khu vực Bắc, Trung Mỹ và Caribe nhưng lại một lần nữa không được thi đấu. Vào 17 tháng 5 năm 2022, anh được gọi lên đội tuyển bóng đá quốc gia Ba Lan bởi huấn luyện viên Czesław Michniewicz cho các trận đấu tại Nations League gặp xứ Wales, Bỉ và Hà Lan. Ba ngày sau, Slonina từ chối lời mời và làm rõ ước muốn được đại diện cho Hoa Kỳ ở cấp độ quốc tế.

## Đời sống cá nhân
Tuy sinh ra tại Hoa Kỳ nhưng Slonina là người gốc Ba Lan và đủ điều kiện để đại diện cho đội tuyển Mỹ hoặc Ba Lan ở cấp độ quốc tế.

## Thống kê sự nghiệp

### Câu lạc bộ
Tính đến các trận đấu trước 17 tháng 7 năm 2022
| Câu lạc bộ              | Mùa giải  | Giải vô địch quốc gia | Giải vô địch quốc gia | Giải vô địch quốc gia | Cúp quốc gia | Cúp quốc gia | Cúp liên đoàn | Cúp liên đoàn | Châu lục | Châu lục | Khác | Khác | Tổng cộng | Tổng cộng |
| Câu lạc bộ              | Mùa giải  | Hạng đấu              | Trận                  | Bàn                   | Trận         | Bàn          | Trận          | Bàn           | Trận     | Bàn      | Trận | Bàn  | Trận      | Bàn       |
| ----------------------- | --------- | --------------------- | --------------------- | --------------------- | ------------ | ------------ | ------------- | ------------- | -------- | -------- | ---- | ---- | --------- | --------- |
| Chicago Fire FC         | 2021      | Major League Soccer   | 11                    | 0                     | —            | —            | —             | —             | —        | —        | —    | —    | 11        | 0         |
| Chicago Fire FC         | 2022      | Major League Soccer   | 23                    | 0                     | —            | —            | —             | —             | —        | —        | —    | —    | 23        | 0         |
| Chicago Fire FC         | Tổng cộng | Tổng cộng             | 34                    | 0                     | —            | —            | —             | —             | —        | —        | —    | —    | 34        | 0         |
| Chelsea                 | 2022–23   | Premier League        | 0                     | 0                     | 0            | 0            | 0             | 0             | 0        | 0        | 0    | 0    | 0         | 0         |
| Chicago Fire (cho mượn) | 2022      | Major League Soccer   | 9                     | 0                     | —            | —            | —             | —             | —        | —        | —    | —    | 9         | 0         |
| Tổng cộng               | Tổng cộng | Tổng cộng             | 43                    | 0                     | 0            | 0            | 0             | 0             | 0        | 0        | 0    | 0    | 43        | 0         |